# Juan Díaz Sánchez
Juan Díaz Sánchez, meglio conosciuto come Juanito (Santa Cruz de Tenerife, 6 ottobre 1948 – Santa Cruz de Tenerife, 3 aprile 2013), è stato un calciatore spagnolo, di ruolo attaccante.